# Antillostenochrus pseudoannulatus
Espèce
Synonymes
- Mayazomus pseudoannulatus Krüger & Dunlop, 2010

Antillostenochrus pseudoannulatus est une espèce fossile de schizomides de la famille des Hubbardiidae.

## Distribution
Cette espèce a été découverte dans de l'ambre de la République dominicaine,. Elle date du Néogène.

## Systématique et taxinomie
Décrite dans le genre Mayazomus, cette espèce a été transférée dans Antillostenochrus par de Armas et Teruel en 2011.

## Publication originale
- (en) Krüger & Dunlop, 2010 : Schizomids (Arachnida: Schizomida) from Dominican Republic amber. Alavesia, no 3, p. 43–53.